# Sequatchie megye
Sequatchie megye az Amerikai Egyesült Államokban, azon belül Tennessee államban található. Megyeszékhelye és legnagyobb városa Dunlap. Lakosainak száma 15 826 fő (2020. április 1.). Sequatchie megye Van Buren, Bledsoe, Hamilton, Marion, Grundy és Warren megyékkel határos.

## Népesség
A megye népességének változása:
| Lakosok száma | 14 133 | 14 292 | 14 424 | 14 681 | 14 811 | 15 826 |
|               | 2010   | 2011   | 2012   | 2013   | 2015   | 2020   |